# چلندر
روستای چلندر، روستایی از توابع بخش مرکزی شهرستان نوشهر در استان مازندران ایران است.
این روستا در ۱۸کیلومتری نوشهر قرار دارد و با طبیعتی دل‌انگیز از شمال به دریا و از جنوب به کوه‌های پوشیده از درخت محدود می‌شود. این روستا به دلیل مجاورت کنار جنگل دارای هوای مطبوعی است.

## جمعیت
این روستا در دهستان بلده کجور قرار دارد و براساس سرشماری مرکز آمار ایران در سال ۱۳۸۵، جمعیت آن ۱۳۸۳ نفر (۳۱۵خانوار) بوده‌است. مردم چلندر از قومیت طبری هستند. مردم چلندر به زبان طبری با گویش کجوری سخن می‌گویند.

## دریاچه ممرز
دریاچه ممرز که به تالاب ارواح نیز مشهور است در ۵ کیلومتری شمال روستای چلندر از توابع نوشهر واقع است. این دریاچه در میان جنگل انبوه پهن برگ در منطقه ملا کلا قرار گرفته‌است.